# Board Gamers
"Board gamer" é alguém que joga Eurogame (jogo de tabuleiro moderno).
Os praticantes de jogos de tabuleiro clássicos utilizam denominações próprias como "enxadrista" para os jogadores de xadrez.

## Nomenclatura
O termo é mais comum em Portugal (principalmente em Lisboa, Porto e Leiria)